# Tatjana Mudrizkaja
Tatjana Nikolajewna Mudrizkaja (russisch Татьяна Николаевна Мудрицкая, englisch Tatyana Mudritskaya; * 17. Januar 1985 in Mohyliw-Podilskyj, Ukrainische SSR) ist eine kasachische Volleyball-Nationalspielerin.

## Karriere
2001 begann Mudrizkaja ihre Volleyballkarriere beim ukrainischen Verein Khimvolokno Tscherkassy, mit dem sie auch im Europapokal spielte. Anschließend folgte ein zweijähriges Engagement beim türkischen Spitzenverein Galatasaray Istanbul sowie ein einjähriges Gastspiel beim italienischen Verein Rabat Kebochelan. Danach folgte ein Wechsel nach Zypern zu AEL Limassol. Im Challenge Cup erreichte der Verein 2009 das Achtelfinale und scheiterte erst an Leningradka Sankt Petersburg. Aufgrund einer Schwangerschaft unterbrach Mudrizkaja ihre Profikarriere kurzzeitig. Auch nach ihrer Schwangerschaft blieb Mudrizkaja auf Zypern und spielte fortan für drei Jahre bei Anorthosis Famagusta. Mudrizkaja ist auch für die kasachische Nationalmannschaft aktiv. Bei der Asienmeisterschaft im September 2013 belegte sie mit ihrem Team den fünften Platz.
Im Dezember 2013 wechselte Mudrizkaja in der laufenden Saison zum Schweriner SC. Der deutsche Meister und Pokalsieger war mäßig in die Saison 2013/14 gestartet und hatte mit Anja Brandt und Saskia Hippe zwei Langzeitverletzte. Ursprünglich war ein Wechsel schon im Sommer 2013 vorgesehen gewesen, der jedoch scheiterte. Mudrizkaja unterschrieb einen Vertrag bis zum Saisonende. Nach der Saison, in der Schwerin das Playoff-Viertelfinale und das Pokal-Halbfinale erreichte, verließ sie den Verein und spielt seitdem in Kasachstan bei Schetissu Taldyqorghan.

## Privates
Mudrizkaja ist verheiratet und hat einen Sohn.